# لايم (نيوهامشير)
لايم (بالإنجليزية: Lyme, New Hampshire)‏ هي بلدة أمريكية تقع في الولايات المتحدة في مقاطعة غرافتون (نيوهامشير). يقدر عدد سكانها بـ 1,716 نسمة ومساحتها 141.7 كم2 ووترتفع عن سطح البحر 167 متر.

## أعلام
- باتريك كالدويل
- آرثر بيري
- أنسون إس. مارشال
- ألبرت كاشينج ريد
- باكستر إي. بيري